# Festijazz
El Festijazz (Festival Internacional de Jazz) es un festival musical de jazz que se lleva a cabo cada mes de septiembre en la ciudad de La Paz, Bolivia.

## Historia
El Festijazz comenzó el año 1987, gracias a la iniciativa de Walter Gómez, músico boliviano y exoficial Mayor de Culturas del municipio de La Paz. El festival nació en el mes de septiembre y desde entonces se ha convertido en un importante referente del movimiento del jazz en Bolivia. El año 2001 comenzó a atraer a músicos extranjeros y hasta el año 2016 el festival ya había contado con más de 130 agrupaciones de América, Europa, Asia y África, y con la participación de más de 700 músicos de distintas culturas. Sin embargo, según Walter Gómez, los países más constantes en el festival son Suiza, Brasil y Estados Unidos. Igualmente, los músicos que brindan conciertos en el Festijazz se dedican a ofrecer talleres o “clínicas” destinadas a jóvenes músicos y estudiantes. Además, lo que comenzó como una iniciativa local, se terminó extendiendo a todo el territorio boliviano.
Es así que en el año 2009 el Festijazz llega a Cochabamba convirtiéndose también en una de las sedes que reciben a grandes músicos del jazz de la escena local y de fuera del país. 
El 2010, mediante Ley Autonómica 32/2010, el municipio de la ciudad de La Paz declaró a este festival como Patrimonio Cultural del Municipio. El año 2013, se publicó un documental y un libro sobre los 25 años de historia del Festijazz.